# Power Tracks
A Power Track című válogatásalbum a holland 2 Unlimited Japánban megjelent albuma, 1993 november 26-án jelent meg, és a Japán listán a 62. helyig jutott. 
Válogatásalbum, a Get Ready! és No Limits című albumok dalainak válogatása

## Előzmények
A 11 dalt tartalmazó albumot 1994-ben adták ki a 2 Unlimited Japánba látogatásának apropójából.

## Az album dalai
| #   | Cím                                          | Hossz |
| --- | -------------------------------------------- | ----- |
| 1.  | ""No Limit" (Rio and Le Jean Remix) "        | 4:00  |
| 2.  | "Get Ready For This" (800 Mix)               | 5:28  |
| 3.  | ""The Magic Friend" (Rio and Le Jean Remix)" | 5:16  |
| 4.  | "R.U.O.K"                                    | 4:14  |
| 5.  | "Workaholic" (Hardcore Remix)"               | 4:16  |
| 6.  | "Twilight Zone" (Rapping Rave Version)"      | 5:47  |
| 7.  | ""Tribal Dance" (Extended)                   | 5:14  |
| 8.  | "Mysterious"                                 | 4:26  |
| 9.  | "Faces" (Trancs-Aumatic Remix)               | 5:24  |
| 10. | "The Power Age"                              | 4:04  |
| 11. | "Juliana's Global Dance Network Mix"         | 9:58  |

## Slágerlistás helyezések
| Lista          | Dátum | Csúcshelyezés |
| -------------- | ----- | ------------- |
| Japán (ORICON) | 1993  | 62            |